# جو پیوی
جو پیوی (انگلیسی: Jo Pavey؛ زادهٔ ۲۰ سپتامبر ۱۹۷۳) دونده دو استقامت اهل بریتانیا بود.
وی همچنین برندهٔ جوایزی همچون نشان امپراتوری بریتانیا شده‌است.